# Eleição municipal de Pinhais em 2024
A eleição municipal de Pinhais em 2024 ocorreu no dia 6 de outubro (primeiro turno) e elegeu um prefeito, um vice-prefeito e 17 vereadores responsáveis pela administração da cidade, que se iniciará em 1° de janeiro de 2025 e com término em 31 de dezembro de 2029. Como Pinhais possui menos do 200 mil eleitores, não havia possibilidade de ocorrer segundo turno.

## Contexto

### Eleição anterior
A última eleição municipal de Pinhais, realizada em 2020, resultou na vitória da incumbente Marli Paulino, do Partido Social Democrático (PSD). Marli obteve cerca de 36.671 votos ou cerca de 62,24% dos votos válidos. O segundo lugar, o ex-vereador Dr. Marcos Ceschin, do Podemos (PODE) só obteve 18.648 ou cerca de 31,65% dos votos válidos e os demais candidatos não atingiram dois dígitos nas porcentagens de votos.
A vitória de Marli atestou a enorme popularidade que a mesma e seu grupo político — liderado pelo então deputado federal Luizão Goulart — tinha e tem até o momento. Em abril de 2022, Marli deixou a Prefeitura para concorrer nas eleições de 2022, elegendo-se deputada estadual.  Quem assumiu a prefeitura de Pinhais foi a então vice-prefeita Rosa Maria, no cargo desde janeiro de 2017.

### Eleitorado
Em agosto de 2024, Pinhais contava com cerca de 98.903 pessoas aptas a votar, um aumento de 10,5% no eleitorado em relação à última eleição e cerca de 77,86% da população em relação à população total da cidade (127.019), segundo o Censo demográfico do Brasil de 2022. Os eleitores tiveram até o dia 8 de maio para fazer a 1ª via ou a regularização do título junto ao cadastro biométrico.

## Candidaturas
Nota: a tabela a seguir está organizada por ordem alfabética de candidatos.
| Nº | Prefeito(a)           | Prefeito(a)                      | Prefeito(a)                             | Vice-Prefeito(a) | Vice-Prefeito(a)                 | Vice-Prefeito(a)                        | Coligação Partido(s)                                                                             |
| Nº | Candidato(a)          | Partido Federação                | Cargos relevantes                       | Candidato(a)     | Partido Federação                | Cargos relevantes                       | Coligação Partido(s)                                                                             |
| -- | --------------------- | -------------------------------- | --------------------------------------- | ---------------- | -------------------------------- | --------------------------------------- | ------------------------------------------------------------------------------------------------ |
| 11 | Luana Retzlaff        | PP                               | - Empresária                            | João Vitor       | PP                               | - Empresário                            | Sem coligação                                                                                    |
| 15 | Marco Aurélio         | MDB                              | - Administrador                         | Silvio Menarski  | MDB                              | - Empresário                            | Sem coligação                                                                                    |
| 22 | Marinho Guimarães     | PL                               | - Servidor Público Estadual             | Major Veiga      | UNIÃO                            | - Policial Militar                      | Paixão por Pinhais Deus Pátria e Família PL, UNIÃO e PMB                                         |
| 13 | Professora Naci       | PT Federação Brasil da Esperança | - Advogada e Professora Universitária   | Davi Black       | PT Federação Brasil da Esperança | - Cantor e Compositor                   | Sem coligação                                                                                    |
| 55 | Professora Rosa Maria | PSD                              | - Prefeita de Pinhais (2022–atualidade) | Marcinho         | Republicanos                     | - Vereador em Pinhais (2013–atualidade) | Pinhais no Rumo Certo Republicanos, PDT, NOVO, PSB, PSD, Solidariedade, Federação PSDB Cidadania |

## Candidatos à vereança
A regra eleitoral permite que um partido ou federação indique uma chapa que contenha, no máximo, 100% das vagas em disputa mais 1. No caso de Pinhais, o número máximo de candidaturas é de 18. A tabela a seguir apresenta o número de candidaturas em cada partido e federação, estando agrupados a partir de coligações na disputa do poder executivo. Lembre-se que a coligação em eleições proporcionais não existe mais no Brasil, sendo demonstrada a coligação majoritária apenas a título de visualização agrupada.
Neste pleito eleitoral, 13 partidos lançaram candidaturas à Câmara Municipal de Pinhais; incluindo partidos que estão presentes em duas das três federações partidárias (Federação Brasil da Esperança e PSDB–Cidadania). Foram registradas, no total, 198 candidaturas ao Legislativo Pinhaense.
O Progressistas optou por não lançar candidaturas ao legislativo, indicando apenas nomes para o executivo municipal.
| Coligação ao executivo                                   | Partido ou federação | Partido ou federação | Candidatos     | Candidatos     | Candidatos     | Candidatos     |
| -------------------------------------------------------- | -------------------- | -------------------- | -------------- | -------------- | -------------- | -------------- |
| Pinhais no Rumo Certo (116 candidatos)                   |                      | PSD                  | 18             | 18             | 18             | 18             |
| Pinhais no Rumo Certo (116 candidatos)                   |                      | Republicanos         | 18             | 18             | 18             | 18             |
| Pinhais no Rumo Certo (116 candidatos)                   |                      | PSB                  | 18             | 18             | 18             | 18             |
| Pinhais no Rumo Certo (116 candidatos)                   |                      | PDT                  | 18             | 18             | 18             | 18             |
| Pinhais no Rumo Certo (116 candidatos)                   |                      | Novo                 | 10             | 10             | 10             | 10             |
| Pinhais no Rumo Certo (116 candidatos)                   |                      | PSDB-Cidadania       | 17             |                | PSDB           | 0              |
| Pinhais no Rumo Certo (116 candidatos)                   |                      | PSDB-Cidadania       | 17             | Cidadania      | 17             |                |
| Pinhais no Rumo Certo (116 candidatos)                   |                      | Solidariedade        | 17             | 17             | 17             | 17             |
| Paixão por Pinhais Deus Pátria e Família (48 candidatos) |                      | União                | 18             | 18             | 18             | 18             |
| Paixão por Pinhais Deus Pátria e Família (48 candidatos) |                      | PL                   | 19             | 19             | 19             | 19             |
| Paixão por Pinhais Deus Pátria e Família (48 candidatos) |                      | PMB                  | 11             | 11             | 11             | 11             |
| Sem coligação (34 candidatos)                            |                      | FE BRASIL            | 16             |                | PT             | 14             |
| Sem coligação (34 candidatos)                            |                      | FE BRASIL            | 16             | PCdoB          | 2              |                |
| Sem coligação (34 candidatos)                            |                      | FE BRASIL            | 16             | PV             | 0              |                |
| Sem coligação (34 candidatos)                            |                      | MDB                  | 18             | 18             | 18             | 18             |
| Sem coligação (34 candidatos)                            |                      | PP                   | Sem candidatos | Sem candidatos | Sem candidatos | Sem candidatos |
| Total                                                    | Total                | Total                | 198            | 198            | 198            | 198            |

## Resultado

### Prefeitura
Fonte: TSE
| Candidato(a)                | Vice                    | 1º turno 15 de novembro de 2020 | 1º turno 15 de novembro de 2020 |
| Candidato(a)                | Vice                    | Votos                           | Porcentagem                     |
| --------------------------- | ----------------------- | ------------------------------- | ------------------------------- |
| Professora Rosa Maria (PSD) | Marcinho (Republicanos) | 44 316                          | 67,94%                          |
| Marinho Guimarães (PL)      | Major Veiga (UNIÃO)     | 14 734                          | 22,59%                          |
| Professora Nanci (PT)       | Davi Black (PT)         | 4 019                           | 6,16%                           |
| Marco Aurélio (MDB)         | Silvio Menarski (MDB)   | 1 827                           | 2,80%                           |
| Luana Retzlaff (PP)         | João Vitor (PP)         | 335                             | 0,51%                           |
| Total de votos válidos      | Total de votos válidos  | 65 231                          | 89,17%                          |
| Votos em branco             | Votos em branco         | 4 362                           | 5,96%                           |
| Votos nulos                 | Votos nulos             | 3 557                           | 4,86%                           |
| Total                       | Total                   | 73 150                          | 73,96%                          |
| Abstenções                  | Abstenções              | 25 753                          | 25,79%                          |
| Total de inscritos          | Total de inscritos      | 98 903                          | 100%                            |

### Câmara dos Vereadores
Fonte: TSE
| Candidato(a)                 | Partido      | Votos  | Porcentagem |
| ---------------------------- | ------------ | ------ | ----------- |
| Carlinhos do Eliza           | PSB          | 2 156  | 2,94%       |
| Binga                        | CD           | 2 064  | 2,82%       |
| Pioco                        | PSD          | 2 024  | 2,76%       |
| Miss Preta                   | PT           | 1 608  | 2,20%       |
| Doutor Airton Silva          | Republicanos | 1 589  | 2,17%       |
| Jane Carteira                | SD           | 1 469  | 2,01%       |
| Leandro do Zezinho           | PDT          | 1 463  | 2,00%       |
| Dr Marcos Ceschin            | MDB          | 1 354  | 1,85%       |
| Arnaldo do Vizinho Solidário | SD           | 1 350  | 1,84%       |
| Fabrício Sousa               | PDT          | 1 316  | 1,80%       |
| Professora Haline Siroti     | PSD          | 1 188  | 1,62%       |
| Paulão                       | PSD          | 1 174  | 1,60%       |
| Bitoca                       | CD           | 1 105  | 1,51%       |
| Sargento Almeida             | PL           | 1 026  | 1,40%       |
| Amarildo Amaral              | PSB          | 1 016  | 1,39%       |
| Tielo Staes                  | Republicanos | 990    | 1,35%       |
| Aparecido Sanches            | Republicanos | 975    | 1,33%       |
| Total                        |              | 23 867 | 32,59%      |

#### Por partido
| Partidos | Partidos      | Assentos | % de assentos | +/–     |
| -------- | ------------- | -------- | ------------- | ------- |
|          | REPUBLICANOS  | 3        | 17,65%        | 2       |
|          | PSD           | 3        | 17,65%        | Estável |
|          | PSB           | 2        | 11,76%        | 1       |
|          | CIDADANIA     | 2        | 11,76%        | Estável |
|          | SOLIDARIEDADE | 2        | 11,76%        | Estável |
|          | PDT           | 2        | 11,76%        | Estável |
|          | MDB           | 1        | 5,88%         | 1       |
|          | PT            | 1        | 5,88%         | 1       |
|          | PL            | 1        | 5,88%         | 1       |

## Câmara de Vereadores
O resultado das últimas eleições municipais e a situação após a eleição da bancada da Câmara Municipal de Pinhais está abaixo:
| Filiação | Filiação      | Vereadores | Vereadores      | +/–     |
| Filiação | Filiação      | 2020       | Eleitos em 2024 | +/–     |
| -------- | ------------- | ---------- | --------------- | ------- |
|          | PSD           | 3          | 3               | Estável |
|          | MDB           | 1          | 1               | Estável |
|          | PODE          | 2          | 0               | 2       |
|          | Republicanos  | 3          | 3               | Estável |
|          | PT            | 0          | 1               | 1       |
|          | Cidadania     | 2          | 2               | Estável |
|          | Solidariedade | 0          | 2               | 2       |
|          | PDT           | 0          | 2               | 2       |
|          | PSB           | 2          | 2               | Estável |
|          | PL            | 0          | 1               | 1       |
|          | PROS          | 2          | partido extinto | 2       |
|          | PSC           | 2          | partido extinto | 2       |
| Total    | Total         | 17         | 17              | 17      |